# GAZ-61
La GAZ-61 (in alfabeto cirillico ГАЗ-61) era un'autovettura a trazione integrale prodotta dalla GAZ. Introdotta nel 1938, la produzione partì solo nel 1940. Era stata progettata da V. A. Gratchev ed era fondamentalmente una versione pesantemente modificata del GAZ-M1, con una statura e un'altezza da terra più elevate, e 4x4. Va specificato che, sebbene i primi prototipi utilizzassero la carrozzeria GAZ-M1, i veicoli di produzione condividevano in realtà la scocca e il motore con il più moderno e lussuoso GAZ 11-73.
La pendenza massima superabile è di 38° e poteva compiere guadi fino a 72 cm di profondità.
La prima versione, costruita tra il 1940 e il 1941, era a 5 posti e 4 porte. Il motore era un 6 cilindri di 3485cm³ con 85 cavalli e una velocità massima di 100 km/h. Era l'auto dei comandanti supremi dell'Armata Rossa.
Nel 1941 fu introdotta la GAZ-61-73, con diverse modifiche. Era a 5 posti e 4 porte e con lo stesso motore potenziato per arrivare a 107 km/h.
Più tardi, fu la GAZ-61 a fungere da base per la jeep GAZ-64, che nonostante utilizzasse molte parti del veicolo precedente, aveva una carrozzeria completamente nuova, ispirata alla Willys MB americana. Questa jeep fu successivamente modernizzata come GAZ-67 e continuò la produzione, ancora con molte parti meccaniche GAZ-61, fino al 1953, quando fu sostituita dalla GAZ-69 completamente nuova.